# Валугана (Виченца)
Валугана је насеље у Италији у округу Виченца, региону Венето.
Према процени из 2011. у насељу је живело 24 становника. Насеље се налази на надморској висини од 90 м.